# مینای کلاه‌دار
مینای کلاه‌دار (نام علمی: Basilornis galeatus) گونه‌ای از سارهای خانواده ساران (Sturnidae) و بومی اندونزی است.
این پرنده سیاه با لکه‌های سفید روی صورتش با تاج چشمگیری شبیه کلاه ایمنی است.
زیستگاه‌های طبیعی آن جنگل‌های جلگه‌ای نمناک نیمه‌گرمسیری یا گرمسیری، جنگل‌های کوهستانی نمناک نیمه‌گرمسیری یا گرمسیری و باتلاق‌ها هستند. نابودی زیستگاه آن را تهدید می‌کند.